# 데이트 폭력
데이트 폭력( - 暴力, 영어: dating violence, dating abuse)은 서로 교제하고 있는 과정에서, 둘 중 한 명 이상에 의해 발생하는 폭력이다. 동반자 중 한쪽이 폭력을 이용해 다른 한 쪽에 대한 권력적 통제 우위를 유지할 때도 데이트 폭력이라 할 수 있다. 이러한 데이트 폭력은 성폭행, 성희롱, 협박, 욕설, 물리적 폭력, 명예훼손 등의 형태로 나타날 수 있다.
미국의 관계폭력 각성 센터(The Center for Relationship Abuse Awareness)는 데이트 폭력을 "현재 사귀고 있거나 예전에 사귀었던 상대를 강압하거나 조정하기 위해 사용되는 폭력이나 억압"이라고 정의한다.

## 데이트 폭력의 예
상대가 위협을 느끼거나 상해를 입는 여러 경우의 사례가 데이트 폭력으로 분류 될 수 있다. 한국의 형사정책연구원의 심리학 박사 홍영오는 2017년 성인의 데이트 폭력 가해 요인을 분석하면서 아래와 같은 사례들을 언급하였다.
- 여자 친구 집에서 같이 영화를 보다 여자 친구가 존다는 이유로 빗자루 등으로 폭행한 10대 남성
- 여자 친구가 다른 남자를 만난다고 의심하여 담뱃불로 얼굴을 지지는 등 폭행을 가한 20대 남성
- 사귀는 여성의 과거 남성 관계를 캐물으며 "죽이겠다"고 협박한 50대 남성

이 외에도 여러 사례의 언어 폭력, 폭행, 강간 등이 모두 데이트 폭력에 해당한다.

## 발생 빈도
미국의 경우 데이트 상대에게 폭력을 행사한 빈도는 2003년에서 2012년 사이에 일어난 전체 폭력의 15% 정도이다. 한국의 경우 2015년 범죄 분석 통계에서 전체 살인 범죄자 1,050 명 가운데 11.9% 인 102 명 이었고 상해의 경우 전체 범죄의 3.2%, 폭행은 3.3%, 손괴는 4.7%, 성폭력은 3.5% 이었다.

## 가해자와 피해자의 프로필
가해자들과 피해자들에게서 나타나는 공통적인 특징들이 있다.
가해자들은 종종 자신의 폭력 원인을 피해자에게 전가한다. 예를 들어 2017년 3월 데이트 폭력으로 재판에 넘겨진 한국의 레퍼 아이언은 "여자 친구가 마조히스트라 폭행을 가했다고 주장하였다. 한국의 경우 데이트 폭력을 휘두르는 남성은 여성을 자신의 소유물이나 부속물로 취급하는 경우가 많으며, 여성에 대한 의심이나 여성의 거절을 이유로 폭력을 행사한다.
스트라우스(2005)는 가정폭력 가해자의 대부분이 남성이지만, 여성에 의해 가해지는 극소수의 가해도 간과해서는 안 된다고 주장한다. 또 스트라우스는 여성에 의한 물리적 공격성이 상대적으로 미미하지만 심각한 문제가 될 수 있다고 말한다.
이와 유사하게 데보라 카팔디는 13년 동안의 연구 결과, 전체 폭력의 가능성을 가늠하기 위해서는 여성의 공격성 역시 남성의 폭력에 대한 경향만큼 중요하다는 결론을 내렸다. 하지만 카팔디의 연구는 위험 대상인 청소년들을 대상으로 한 것이지 전체 여성을 다루지 않았기에 전체 인구에는 적용되지 않을 수 있다.

## 특성

### 감정적 폭력
- 그/그녀는 그녀/그와의 데이트가 두렵습니다.
- 그/그녀는 데이트에서 화를 내는 것을 두려워하며, 심지어 데이트에 동의할 수도 없습니다.
- 그/그녀의 데이트는 공개적으로 그/그녀를 당혹스럽고 창피하게 했습니다.

### 심리적 폭력
- 데이트 상대가 그/그녀에게 폭력을 행사하겠다고 위협하거나 자신에게 폭력을 행사하겠다고 위협합니다. (예컨대, “나를 떠나면, 나는 자살하겠다.” 등)

### 성적 폭력
- 데이트 상대가 그/그녀의 파트너와 그/그녀가 성관계를 갖도록 강요합니다.
- 그/그녀는 성행위를 요구하는 그/그녀에게 ‘아니오’라고 말하기가 두렵습니다.
- 데이트 상대가 그/그녀를 존중하지 않습니다. 그러나 데이트 상대는 오직 그/그녀 자신의 성적 욕구를 충족하는 데만 관심을 가집니다.
- 데이트 상대가 성행위의 결과에 신경쓰지 않거나, 어떻게 그/그녀의 파트너가 성행위에 대해 느끼지는 관심이 없습니다.

### 물리적 폭력
- 그/그녀는 신체적 공격을 그/그녀의 파트너에게서 받았습니다.
- 데이트 상대는 그/그녀를 누르거나, 밀거나, 차거나, 던집니다.

### 통제 행위
- 데이트 상대가 그/그녀가 친구들을 만나는 일을 막았습니다.
- 그/그녀가 그/그녀의 가족에 연락하는 일을 제한합니다.
- 그/그녀가 심지어 데이트 상대와 그/그녀의 가족·친구들 가운데 선택하도록 강요합니다.
- 데이트 상대는 그/그녀가 어디에 있는지 언제나 알기를 바라며, 그/그녀가 하는 모든 일이 정당함을 증명하도록 요구합니다.
- 데이트 상대는 그/그녀가 다른 여성/남성과 대화하면 매우 성냅니다.
- 데이트 상대는 그/그녀가 그/그녀 자신의 건강관리를 하기 전에 데이트 상대에게 허락 받기를 기대합니다.
- 데이트 상대는 공개적으로 그/그녀가 무엇을 입어야 하는지, 그/그녀가 어떻게 보여야 하는지를 지시합니다.

## 같이 보기
- 데이트 강간
- 여성에 대한 폭력
- 남성에 대한 폭력